# Bazylika św. Mikołaja i sanktuarium Matki Bożej Rychwałdzkiej w Rychwałdzie
Bazylika św. Mikołaja w Rychwałdzie – sanktuarium maryjne położone w Rychwałdzie na Żywiecczyźnie. Obiekt kultu stanowi XV-wieczny obraz Matki Bożej nieznanego autorstwa podarowany miejscowej parafii w 1644, znajdujący się w bazylice mniejszej, która jest kościołem parafialnym parafii pod wezwaniem św. Mikołaja.

## Historia
Samodzielną parafię w Rychwałdzie, należącym do najstarszych osad otaczających Żywiec, erygowano w roku 1472. W latach 40. XVI w. powstał tu z fundacji ówczesnego właściciela państwa żywieckiego, Mikołaja Komorowskiego, drewniany kościół konsekrowany w 1547 przez biskupa krakowskiego, Erazma Ciołka.
W 1644 Katarzyna z Komorowskich Grudzińska, właścicielka państwa ślemieńskiego, do którego Rychwałd trafił po podziale państwa żywieckiego w 1608 r., podarowała parafii w Rychwałdzie obraz Matki Bożej sprowadzony z majątku jej męża w Środzie Wielkopolskiej. Umieszczono go w bocznym ołtarzu.
W 1658 mąż Katarzyny, Piotr Samuel Grudziński, z wdzięczności za uzdrowienie ufundował ołtarz Matki Bożej Rychwałdzkiej. Dziesięć lat później, 22 października 1658 biskup krakowski Mikołaj Oborski dekretem uznał obraz za cudowny i polecił szerzenie jego kultu.
W związku z coraz większą liczbą przybywających pielgrzymów w połowie XVIII wieku postanowiono wybudować w Rychwałdzie nowy, większy kościół. Murowana barokowa świątynia pod wezwaniem św. Mikołaja wraz z monumentalnym ołtarzem głównym Matki Bożej Rychwałdzkiej została konsekrowana przez biskupa Franciszka Potkańskiego 2 sierpnia 1756 Stary drewniany kościół został przeniesiony do sąsiednich Gilowic, gdzie stoi do dziś.
W 1947 opiekę nad sanktuarium powierzono ojcom franciszkanom. W latach 1995–2000 wznieśli oni w sąsiedztwie kościoła Dom Edukacyjno-Formacyjny. Tradycją zapoczątkowaną w latach 70. XX wieku są odprawiane trzynastego dnia każdego miesiąca od maja do października nabożeństwa fatimskie. W 2014 przeprowadzono kompleksowy remont świątyni w zakresie renowacji elewacji, restauracji sgraffita, renowacji pokrycia dachowego i hełmów wieżowych.

## Architektura
Barokowy kościół św. Mikołaja poświęcony w 1756 r. jest świątynia trzynawową z półkolisto zakończonym prezbiterium i dwoma masywnymi wieżami zamykającymi między sobą przedsionek. Elewacja zewnętrzna jest nad wyraz skromna, praktycznie pozbawiona zdobień; zupełnie inaczej prezentuje się pełne barokowego przepychu wnętrze kościoła.
Najcenniejszym elementem wystroju jest ołtarz główny w tzw. stylu regencji (przejściowym między barokiem i rokoko). Podobnie jak dwa ołtarze boczne w prezbiterium i ambona, jest dziełem Szymona Gogolczyka z Frydka. Ołtarze naw bocznych – Trójcy Świętej i Bractwa Szkaplerza Świętego – stworzyli odpowiednio: Urban Jurowski z Żywca i Grzegorz Lubiński z Cieszyna. W szafkach, wpuszczonych w filary nawy głównej, na uwagę zasługują rokokowe obrazy św. Mikołaja i św. Jadwigi.
Jedyną istotną zmianą wewnątrz kościoła była renowacja w latach 1930–1935, podczas której powstała nowa polichromia autorstwa Pawła Palki, obrazy boleści NMP na sklepieniu autorstwa Adolfa Hironia i witraże eucharystyczne w prezbiterium wykonane przez M. Romańczyka. W 1962 roku okna naw bocznych ozdobiły witraże projektu Reginy Rychłowskiej.
W sąsiedztwie kościoła znajdują się również: plebania z 1835 r. i Franciszkański Dom Edukacyjno-Formacyjny z 2000 r.

## Obraz Matki Bożej Rychwałdzkiej

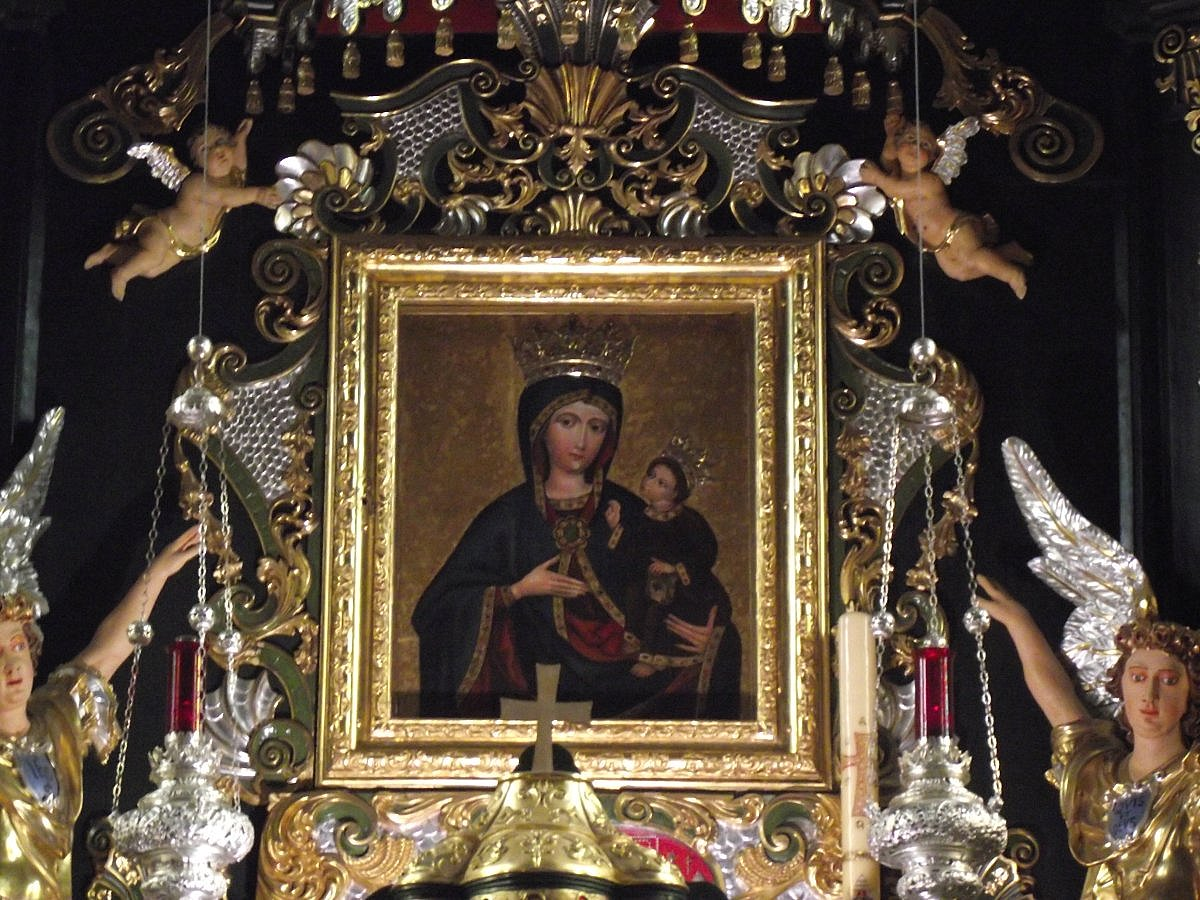
Obraz Matki Boskiej Rychwałdzkiej

Uznany za cudowny obraz Matki Bożej Rychwałdzkiej, umieszczony w centralnej części ołtarza głównego, pochodzi z początku XV wieku i reprezentuje styl bizantyjski. Namalowany jest na lipowej desce, ma wymiary 91,5 × 113,5 cm. Na złotym tle występuje postać Matki Bożej, trzymająca na lewej ręce Dzieciątko Jezus, a prawą ręką je błogosławiąca.
Obraz był własnością magnackiej rodziny Grudzińskich, których majątki rozciągały się w rejonie Środy Wielkopolskiej. W 1640 r. za Piotra Samuela Grudzińskiego wyszła właścicielka państwa ślemieńskiego, Katarzyna Komorowska; obraz trafił do zamku w Ślemieniu. Cztery lata później (1644) został podarowany parafii w Rychwałdzie. Po uzdrowieniu Grudzińskiego pod wpływem modlitwy w rychwałdzkim kościele, magnat ufundował nowy ołtarz Matki Bożej Rychwałdzkiej, gdzie umieszczono obraz. Jego sława szybko się rozeszła i w 1658 r. biskupim dekretem uznano go za cudowny i polecono szerzenie jego kultu.
Dwukrotnie dokonano koronacji obrazu: w 1817 r. przez duchowieństwo ziemi żywieckiej, a w 1965 koronami papieskimi przez prymasa Polski Stefana Wyszyńskiego i biskupa krakowskiego Karola Wojtyłę.

## Galeria

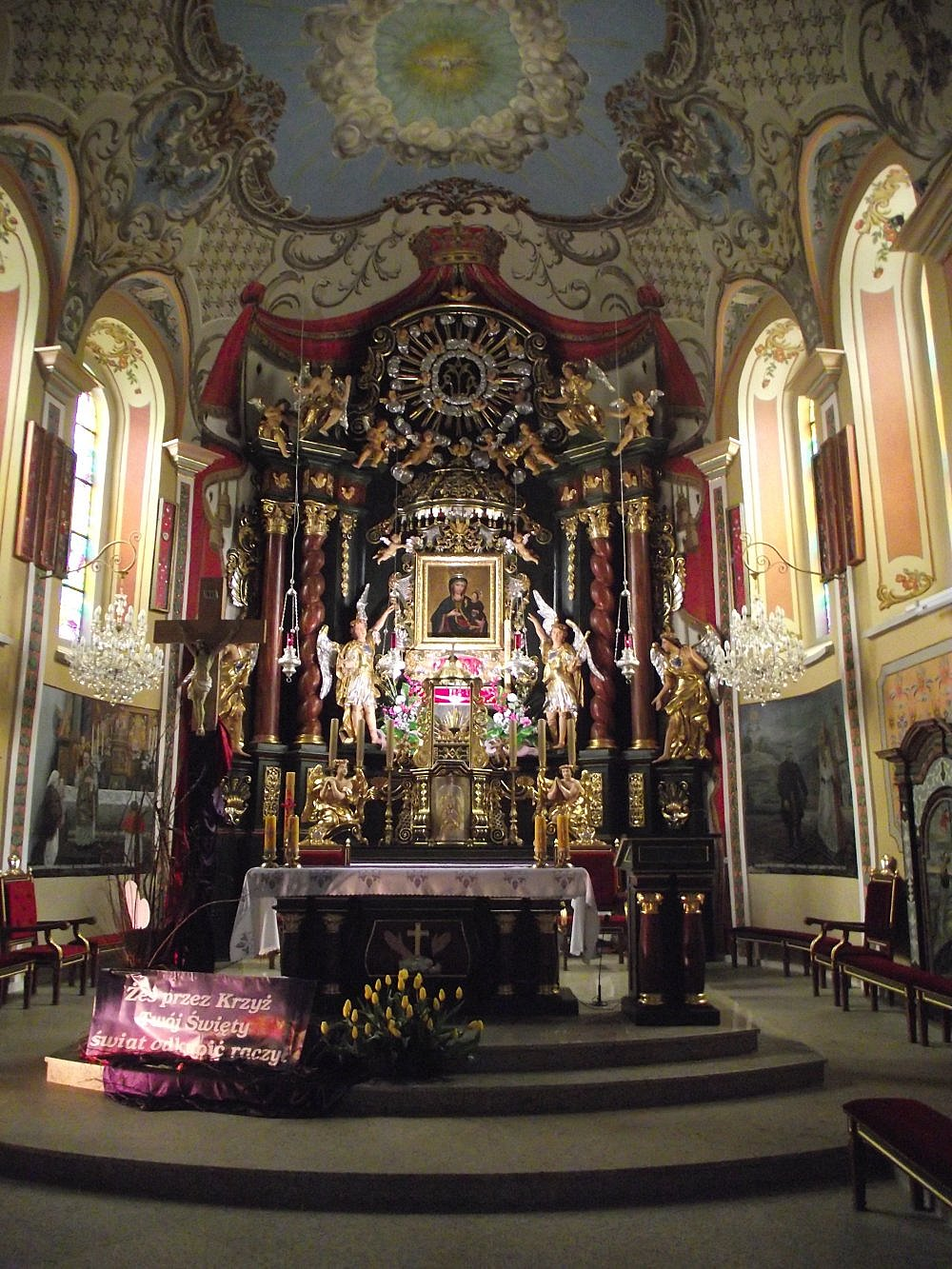
Ołtarz główny
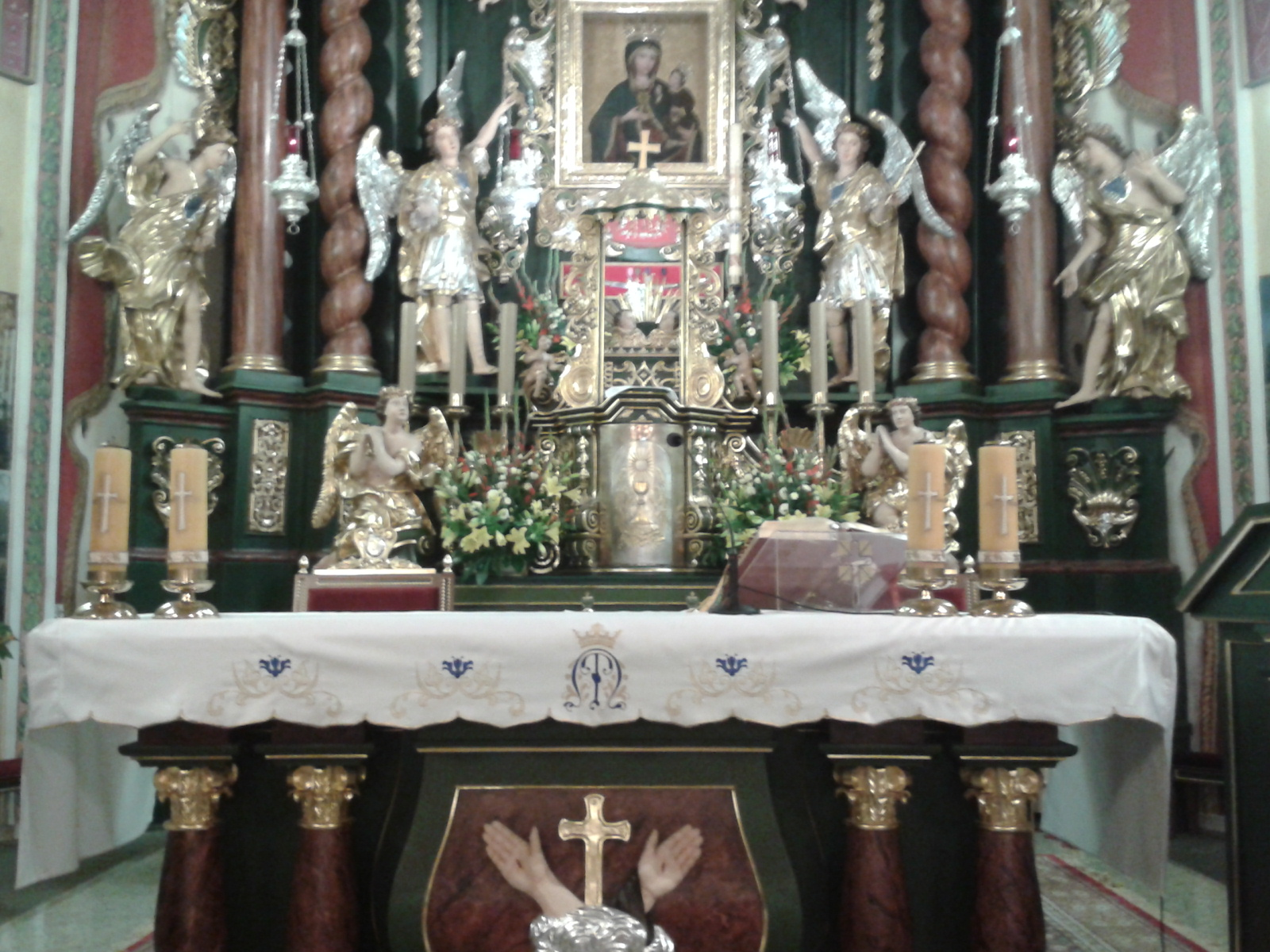
Obraz Matki Bożej Rychwałdzkiej
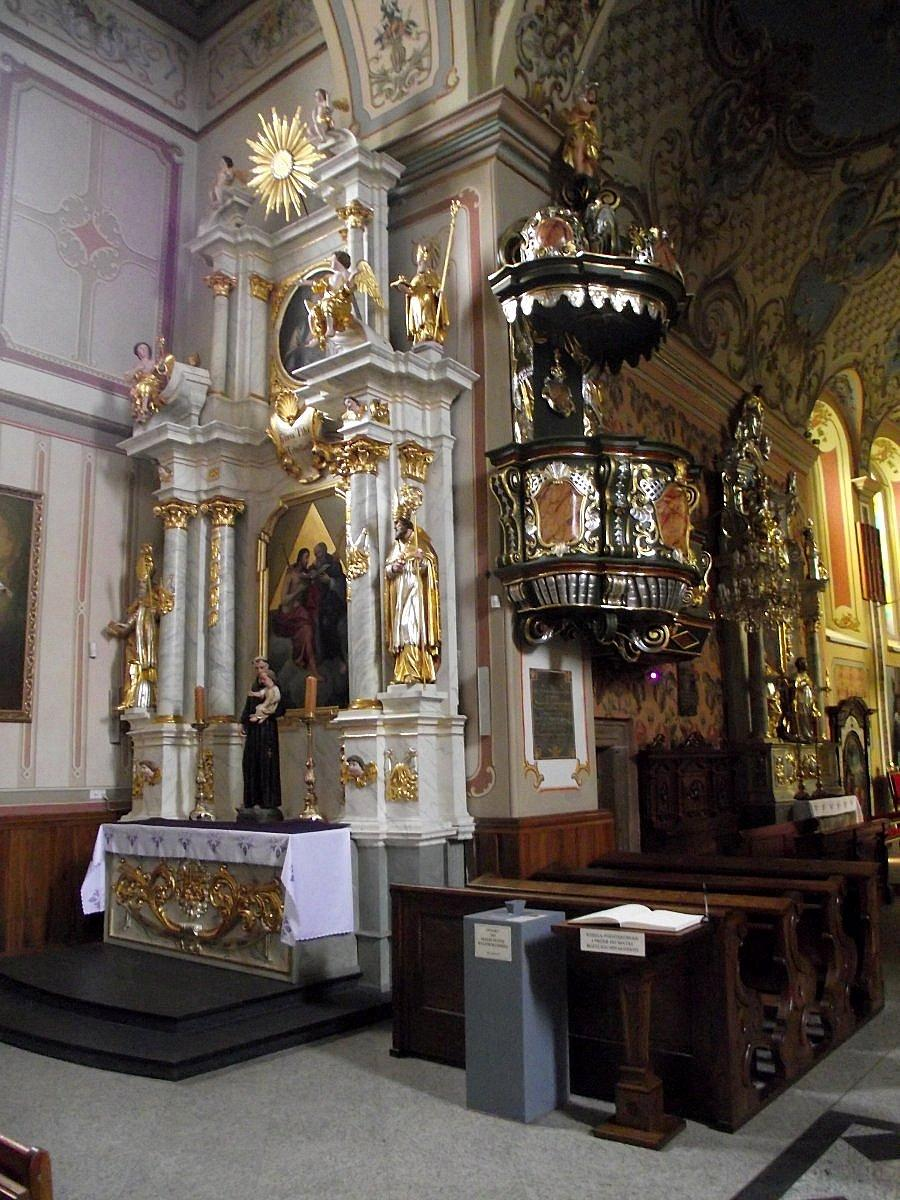
Ołtarz boczny, ambona
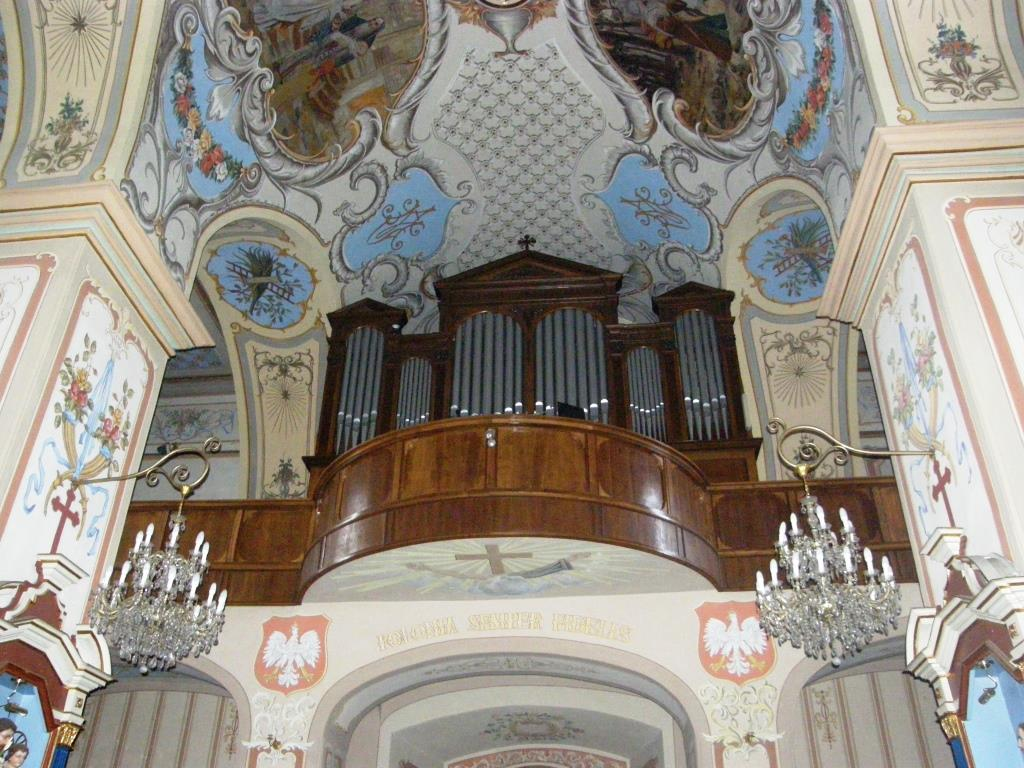
Organy